# کوزلویالوو
کوزلویالوو (انگلیسی: Kozloyalovo) یک شهرک در شهرستان کالتاسینسکی استان باشقیرستان کشور روسیه است.